# Niinisaari (ö i Viinijärvi)
Niinisaari med Koivusaari är en ö i Finland. Den ligger i sjön Viinijärvi och i kommunen Polvijärvi i den ekonomiska regionen  Joensuu ekonomiska region  och landskapet Norra Karelen, i den sydöstra delen av landet, 400 km nordost om huvudstaden Helsingfors. Öns area är 33,8 hektar och dess största längd är 1,5 kilometer i nord-sydlig riktning.